# Терте какао

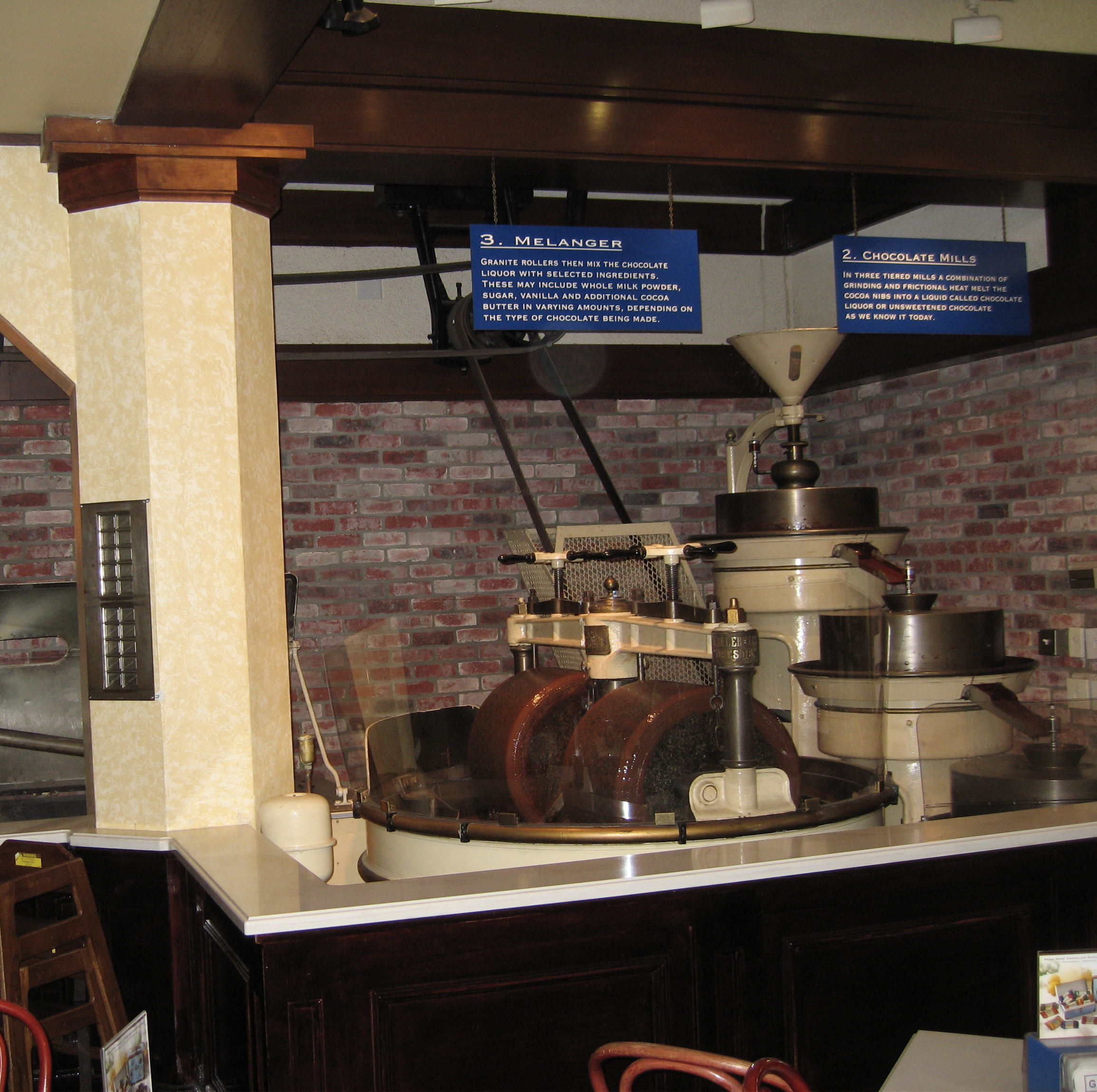
Апарат для переробки какао-бобів в шоколад

Какао терте — проміжний продукт переробки какао-бобів у какао-масло.
Після ферментування, просушування, обсмаження боби підлягають дробленню на какаовелу (лушпиння) і какао-крупку (роздрібнені ядра). Розігріта крупка какао шляхом тонкого помелу на спеціальних млинах перетвориться в терте какао, з якого під великим тиском на гідравлічних пресах вичавлюють какао-масло.
З какао-масла на кондитерських підприємствах виробляється шоколад, тоді як частина тертого какао (т. з. какао-макуха), яка залишилася після пресування, висушується для виробництва какао-порошку.
Шоколадний напій містить приблизно 53% какао-масла (жиру), близько 17% вуглеводів, 11% білка, 6% дубильних речовин і 1,5% теоброміну.